# Wyschewytschi
Wyschewytschi (ukrainisch Вишевичі; russisch Вышевичи Wyschewitschi, polnisch Wyszewicze) ist ein Dorf in der ukrainischen Oblast Schytomyr mit etwa 1500 Einwohnern.
Das erstmals 1726 schriftlich erwähnte Dorf liegt am Fluss Teteriw, 67 km nordöstlich vom Rajon- und Oblastzentrum Schytomyr entfernt.
Es lag ab 1795 im russischen Gouvernement Wolhynien, war ab 1923 ein Teil der Ukrainischen SSR, seit 1991 dann Teil der heutigen Ukraine.

## Verwaltungsgliederung
Am 7. August 2015 wurde das Dorf zum Zentrum der neugegründeten Landgemeinde Wyschewytschi (ukrainisch Вишевицька сільська громада/Wyschewyzka silska silska hromada), zu dieser zählten auch noch die 4 in der untenstehenden Tabelle aufgelistetenen Dörfer, bis dahin bildete es die gleichnamige Landratsgemeinde Wyschewytschi (Вишевицька сільська рада/Wyschewyzka silska rada) im Nordosten des Rajons Radomyschl.
Am 12. Juni 2020 kamen noch die 2 Dörfer Makalewytschi und  Sadky zum Gemeindegebiet.
Am 17. Juli 2020 kam es im Zuge einer großen Rajonsreform zum Anschluss des Rajonsgebietes an den Rajon Schytomyr.
Folgende Orte sind neben dem Hauptort Wyschewytschi Teil der Gemeinde:
| Name                     | Name       | Name                       |
| ukrainisch transkribiert | ukrainisch | russisch                   |
| ------------------------ | ---------- | -------------------------- |
| Irscha                   | Ірша       | Ирша                       |
| Makalewytschi            | Макалевичі | Макалевичи (Makalewitschi) |
| Meschyritschka           | Межирічка  | Межиречка (Meschiretschka) |
| Sadky                    | Садки      | Садки (Sadki)              |
| Wepryn                   | Веприн     | Веприн (Weprin)            |
| Wyrwa                    | Вирва      | Вырва                      |